# Тренчьянске-Теплице
Тренчьянске-Теплице, Тре́нчанске-Те́плице (словац. Trenčianské Teplice, нем. Trentschinteplitz, венг. Trencsénteplic) — курортный город в западной Словакии, расположенный у подножья гор Стражовске-Врхи. Население — около 4,2 тысяч человек.

## История
Тренчанске-Теплице впервые упоминаются в 1247 году. Лечебные источники впервые упоминаются в XIV веке. С XVI века курорт приобретает европейскую славу и считается самым важным курортным городом Венгрии тех времён.
В 1835 году венский финансист Йозеф Сина покупает источники и строит в Тренчанске-Теплицах новые санатории.
В 1945 году санатории были национализированы. В настоящее время в Тренчанске-Теплицах лечатся главным образом ревматические заболевания.
Главное здание санатория построено по проекту известного чешского архитектора Франтишека Шморанца (младшего).

## Население
| Год:                | 1994 | 2004    | 2014    | 2024    |
| ------------------- | ---- | ------- | ------- | ------- |
| Количество человек: | 4569 | 4297    | 4130    | 3909    |
| Разница:            |      | −5,95 % | −3,88 % | −5,35 % |

## Достопримечательности
- Костёл св. Стефана
- Многочисленные здания XVIII—XIX века

## Персоналии
- Ладислав Худик — актёр. Народный артист ЧССР. Почётный гражданин города.
- Эуген Сухонь —  словацкий композитор. Народный артист ЧССР. Почётный гражданин города.

## Города-побратимы
- Угерски-Острог (Чехия).